# Georgia Williams
Georgia Williams, née le 25 août 1993 à Takapuna, est une coureuse cycliste néo-zélandaise. Sur piste, elle a été championne d'Océanie de poursuite par équipes en 2013 et 2014. Elle a fait partie de l'équipe de Nouvelle-Zélande de poursuite par équipes aux Jeux olympiques de 2016 en tant que remplaçante et n'a pas pris part à la compétition.

## Biographie
Williams arrête sa carrière professionnelle en fin d'année 2023.

## Palmarès sur piste

### Championnats du monde
- Montichiari 2010
  -  Médaillée d'argent de la poursuite par équipes juniors
- Moscou 2011
  -  Médaillée d'argent de la poursuite individuelle juniors
- Saint-Quentin-en-Yvelines 2015
  - 4e de la poursuite par équipes

### Championnats d'Océanie
- 2010
  -  Médaillée de bronze de la poursuite individuelle junior
  -  Médaillée de bronze du scratch junior
- 2012
  -  Médaillée de bronze de la poursuite par équipes
  -  Médaillée de bronze de la poursuite individuelle
  -  Médaillée de bronze de la course aux points
- 2013
  -  Médaillée d'or de la poursuite par équipes
  -  Médaillée de bronze de la poursuite individuelle
- 2014
  -  Médaillée d'or de la poursuite par équipes
  -  Médaillée de bronze de la course aux points

## Palmarès sur route

### Palmarès par années
- 2009
  -  Médaillée d'or du championnat d'Océanie du contre-la-montre junior
- 2011
  -  Médaillée de bronze du championnat d'Océanie du contre-la-montre junior
  - 6e du championnat du monde du contre-la-montre junior
- 2012
  -  Championne de Nouvelle-Zélande du critérium
  - 4e du championnat d'Océanie du contre-la-montre
  - 5e du championnat d'Océanie sur route
- 2013
  - 1rea étape du Tour du Trentin Haut Adige Sud Tirol (contre-la-montre par équipes)
  - 2e du championnat de Nouvelle-Zélande sur route
  - 3e du championnat de Nouvelle-Zélande du contre-la-montre
  - 8e du Tour de Thuringe
- 2016
  - 2e du championnat de Nouvelle-Zélande sur route
- 2017
  - 2e du championnat de Nouvelle-Zélande sur route
  - 2e du championnat de Nouvelle-Zélande du contre-la-montre
- 2018
  -  Championne de Nouvelle-Zélande sur route
  -  Championne de Nouvelle-Zélande du contre-la-montre
  -  Médaillée d'argent de la course en ligne aux Jeux du Commonwealth
  - 4e de l'Emakumeen Euskal Bira
  - 4e du Tour du Guangxi
  - 5e du Women's Herald Sun Tour
- 2019
  -  Championne de Nouvelle-Zélande du contre-la-montre
- 2021
  -  Championne de Nouvelle-Zélande du contre-la-montre
- 2022
  -  Championne de Nouvelle-Zélande du contre-la-montre
  - 3e du championnat de Nouvelle-Zélande sur route
  -  Médaillée de bronze du contre-la-montre aux Jeux du Commonwealth
- 2023
  -  Championne de Nouvelle-Zélande du contre-la-montre
  - 3e du Women's Tour Down Under
  - 8e de la Cadel Evans Great Ocean Road Race Women

### Résultats sur les grands tours

#### Tour d'Italie
5 participations
- 2013 : 17e
- 2015 : 51e
- 2017 : 51e
- 2021 : non-partante (9e étape)
- 2023 : 42e

#### Tour de France
1 participation
- 2023 : 58e

### Classement UCI
| Année                                 | 2012 | 2013 | 2014 | 2015 | 2016 | 2017 | 2018 | 2019 | 2020 | 2021 | 2022 | 2023 |
| ------------------------------------- | ---- | ---- | ---- | ---- | ---- | ---- | ---- | ---- | ---- | ---- | ---- | ---- |
| Classement UCI                        | 256e | 100e | nc   | 414e | 408e | 307e | 52e  | 282e | 236e | 145e | 119e | 64e  |
| UCI World Tour                        |      |      |      |      | nc   | 175e | 41e  | 142e | 109e | nc   | 98e  | 50e  |
|                                       |      |      |      |      |      |      |      |      |      |      |      |      |
| Légende : nc = non classéSource : UCI |      |      |      |      |      |      |      |      |      |      |      |      |